# Dundocharax
Dundocharax is een monotypisch geslacht van straalvinnige vissen uit de familie van de hoogrugzalmen (Distichodontidae).

## Soorten
- Dundocharax bidentatus Poll, 1967